# Soran (Iraq)
Soran (kurd: سۆران, Soran o Diyana (kurd: دیانا, Diyana, siríac clàssic: ܕܐܝܢܐ o Diana) és una ciutat a la governació d'Erbil, i la capital del districte de Soran a la regió del Kurdistan, Iraq. Soran és una de les ciutats més grans del Kurdistan Iraquià amb una població d'unes 350.000 persones.

## Història

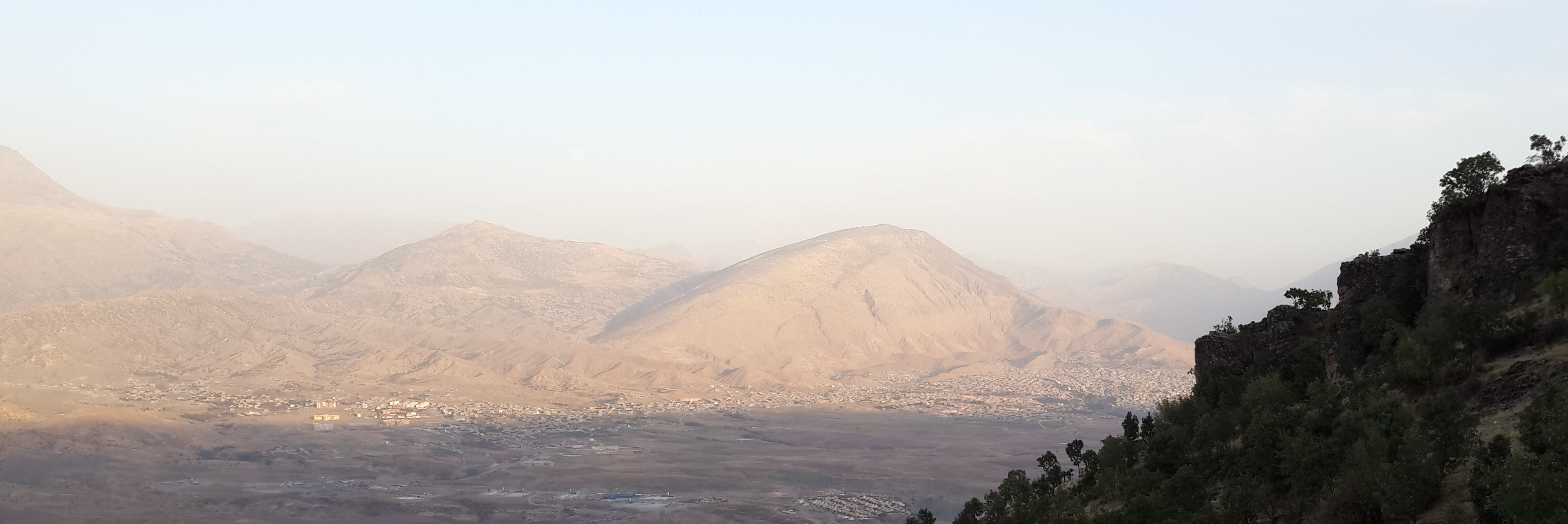
La ciutat de Soran vista des de la muntanya de Bradost.

La ciutat i districte de Soran o Suran porta el nom dels kurds soranis que habiten la mateixa regió geogràfica. El proble sorani es certifica per primera vegada durant el govern de l'Imperi Urartià per haver viscut al districte modern de Soran que s'estén fins a les zones al voltant del llac Urmia a l'Iran.  Els kurds soranis també han donat nom al dialecte sorani, que és una de les tres branques de la llengua kurda.
Els textos cuneïformes que abasten l'edat del bronze primerenca fins a principis de l'edat del ferro suggereixen que el districte de Soran va formar el nucli territorial del regne Hurro-Urartià de Musasir (Ardini), famós com la llar del centre de culte transregional del déu de la tempesta hurrita Haldi. El rei assiri Sargon II l'any 714 aC durant la seva reconeguda Vuitena Campanya va conquerir Soran, que ell es refereix com a Sarun, i va saquejar el temple del foc Kurd i el seu tresor. Els estudis arqueològics i les excavacions han revelat evidències de l'ocupació humana durant estades de llarga durada amb proves clares de la prosperitat de la regió a l'edat del bronze posterior i de l'inici de l'edat del ferro.
L'exèrcit musulmà liderat per Ubadah ibn al-Samit va conquerir Soran i els voltants l'any 642 (22 d.C.), després de derrotar les forces kurdes a les planes de Mosul i Erbil. L'Imperi musulmà va donar a l'àrea de Soran i Rawanduz el nom "al-Hanana".
A l'època medieval Soran estava al cor de l'Emirat de Soran que va ser establert per la dinastia Soran, va durar fins a finals del segle XIX. El seu governant més famós va ser Muhammad Pasha de Rawanduz.
A la dècada de 1920, els britànics van establir un assentament a Soran per a refugiats cristians assiris com a part de l'esquema d'assentament assiri al nord de l'Iraq conegut com el pla Z, i l'assentament va passar a ser conegut com a Diana.
L'anterior règim del Baath iraquià durant la Campanya d'al-Anfal i el procés d'arabització va canviar el nom de la ciutat a Diana i més tard a Qadha Al Siddiq (Districte de Saddiq), després de l'aixecament kurd de 1991 el seu nom es va tornar a canviar a Soran.

## Zones turístiques
La ciutat de Soran és una zona atractiva turísticament, a causa de la seva naturalesa muntanyosa, i que se'n pot destacar:
- Jondian
- Bekhal
- Cascada Geli Ali Beg
- Hasan Beg
- Mustafa Beg
- Sakran

### Demografia
Mentre que la gran majoria de la població és kurda sunnita,  també hi ha cristians assiris i yazidites. Aquesta diversitat contribueix a la riquesa cultural de la zona.

### Institucions educatives
A més de la Universitat de Soran, hi ha nombroses escoles primàries i secundàries al districte que ofereixen educació en kurd, àrab i anglès. El sistema educatiu se centra a promoure la cultura i la llengua kurdes.

### Festes Culturals
Soran acull durant l'any diverses festes culturals que celebren el patrimoni kurd, com ara Newroz (Any Nou kurd) i altres esdeveniments tradicionals que promouen els costums i la música locals.

## Govern
L'actual subgovernador del districte de Soran és Halgurd Sheikh Najib. Va ser nomenat pel governador d'Erbil.

## Clima
Soran té un clima mediterrani (Csa) amb estius molt calorosos i secs, i hiverns freds i humits.
| Dades climàtiques a Soran          | Dades climàtiques a Soran | Dades climàtiques a Soran | Dades climàtiques a Soran | Dades climàtiques a Soran | Dades climàtiques a Soran | Dades climàtiques a Soran | Dades climàtiques a Soran | Dades climàtiques a Soran | Dades climàtiques a Soran | Dades climàtiques a Soran | Dades climàtiques a Soran | Dades climàtiques a Soran | Dades climàtiques a Soran |
| Mes                                | gen                       | febr                      | març                      | abr                       | maig                      | juny                      | jul                       | ag                        | set                       | oct                       | nov                       | des                       | anual                     |
| ---------------------------------- | ------------------------- | ------------------------- | ------------------------- | ------------------------- | ------------------------- | ------------------------- | ------------------------- | ------------------------- | ------------------------- | ------------------------- | ------------------------- | ------------------------- | ------------------------- |
| Màxima mitjana °C (°F)             | 9.7 (49.5)                | 11.0 (51.8)               | 15.3 (59.5)               | 21.2 (70.2)               | 28.3 (82.9)               | 35.0 (95)                 | 39.0 (102.2)              | 39.2 (102.6)              | 35.2 (95.4)               | 28.3 (82.9)               | 18.7 (65.7)               | 11.6 (52.9)               | 24.38 (75.88)             |
| Mínima mitjana °C (°F)             | 0.3 (32.5)                | 1.1 (34)                  | 4.7 (40.5)                | 9.5 (49.1)                | 14.7 (58.5)               | 20.1 (68.2)               | 23.7 (74.7)               | 23.5 (74.3)               | 19.0 (66.2)               | 13.5 (56.3)               | 7.4 (45.3)                | 2.2 (36)                  | 11.64 (52.97)             |
| Precipitació mitjana mm (polzades) | 144 (5.67)                | 164 (6.46)                | 135 (5.31)                | 96 (3.78)                 | 40 (1.57)                 | 1 (0.04)                  | 0 (0)                     | 0 (0)                     | 1 (0.04)                  | 12 (0.47)                 | 76 (2.99)                 | 104 (4.09)                | 773 (30.42)               |
| Font:                              |                           |                           |                           |                           |                           |                           |                           |                           |                           |                           |                           |                           |                           |